# UTC+12:45
UTC+12:45 je vremenska zona koja se koristi na otoku Chatham:

## Standardno vrijeme (cijela godina)
- Novi Zeland
- Otoci Chatham

## Vanjske poveznice
- Gradovi u vremenskoj zoni UTC+12:45